# USS Sea Dog (SS-401)
USS Sea Dog (SS-401/AGSS-401) là một  tàu ngầm lớp Balao được Hải quân Hoa Kỳ chế tạo trong Chiến tranh Thế giới thứ hai. Nó là chiếc tàu chiến duy nhất của Hải quân Hoa Kỳ được đặt cái tên này, theo tên bộ Cá nhám góc. Nó đã phục vụ trong suốt Thế Chiến II, thực hiện được năm chuyến tuần tra, đánh chìm chín tàu Nhật Bản với tổng tải trọng 21.469 tấn. Sau khi xung đột chấm dứt nó được xếp lại lớp như một "tàu ngầm phụ trợ" AGSS-401 và tiếp tục phục vụ trong giai đoạn Chiến tranh Lạnh cho đến năm 1968. Con tàu cuối cùng bị đánh chìm như mục tiêu vào năm 1973. Sea Dog được tặng thưởng hai Ngôi sao Chiến trận do thành tích phục vụ trong Thế Chiến II.

## Thiết kế và chế tạo
Thiết kế của lớp Balao được cải tiến dựa trên  tàu ngầm lớp Gato dẫn trước, là một kiểu tàu ngầm hạm đội có tốc độ trên mặt nước cao, tầm hoạt động xa và vũ khí mạnh để tháp tùng hạm đội chiến trận. Khác biệt chính so với lớp Gato là ở cấu trúc lườn chịu áp lực bên trong dày hơn, và sử dụng thép có độ đàn hồi cao (HTS: High-Tensile Steel), cho phép lặn sâu hơn đến 400 ft (120 m). Con tàu dài 311 ft 9 in (95,02 m) và có trọng lượng choán nước 1.526 tấn Anh (1.550 t) khi nổi và 2.424 tấn Anh (2.463 t) khi lặn. Chúng trang bị động cơ diesel dẫn động máy phát điện để cung cấp điện năng cho bốn động cơ điện, đạt được công suất 5.400 shp (4.000 kW) khi nổi và 2.740 shp (2.040 kW) khi lặn, cho phép đạt tốc độ tối đa 20,25 hải lý trên giờ (37,50 km/h) và 8,75 hải lý trên giờ (16,21 km/h) tương ứng. Tầm xa hoạt động là 11.000 hải lý (20.000 km) khi đi trên mặt nước ở tốc độ 10 hải lý trên giờ (19 km/h) và có thể hoạt động kéo dài đến 75 ngày.
Tương tự như lớp Gato dẫn trước, lớp Balao được trang bị mười ống phóng ngư lôi 21 in (530 mm), gồm sáu ống trước mũi và bốn ống phía phía đuôi tàu, chúng mang theo tối đa 24 quả ngư lôi. Vũ khí trên boong tàu gồm một hải pháo 4 inch/50 caliber, một khẩu pháo phòng không Bofors 40 mm nòng đơn và một khẩu đội Oerlikon 20 mm nòng đôi, kèm theo hai súng máy .50 caliber. Trên tháp chỉ huy, ngoài hai kính tiềm vọng, nó còn trang bị ăn-ten radar SD phòng không và SJ dò tìm mặt biển. Tiện nghi cho thủy thủ đoàn bao gồm điều hòa không khí, thực phẩm trữ lạnh, máy lọc nước, máy giặt và giường ngủ cho hầu hết mọi người, giúp họ chịu đựng cái nóng nhiệt đới tại Thái Bình Dương cùng những chuyến tuần tra kéo dài đến hai tháng rưỡi.

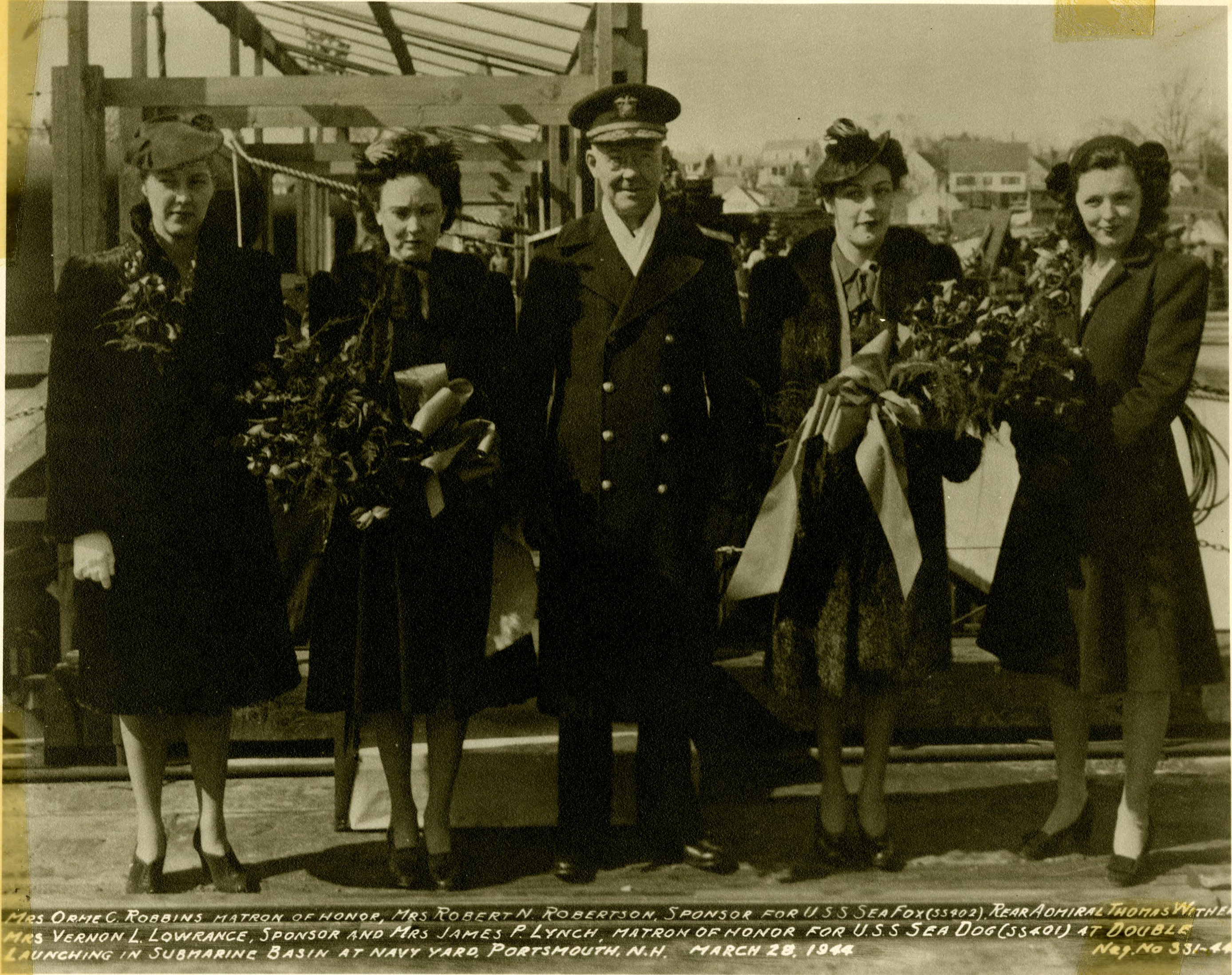
Lễ hạ thủy USS Sea Dog tại Xưởng hải quân Portsmouth, ngày 28 tháng 3 năm 1944. Bà Claire Dowden Lowrance, người đỡ đầu con tàu, đứng thứ hai từ bên phải.

Sea Dog được đặt lườn tại Xưởng hải quân Portsmouth ở Kittery, Maine vào ngày 1 tháng 11, 1943. Nó được hạ thủy vào ngày 28 tháng 3, 1944, cùng lúc với tàu ngầm chị em Sea Fox, và được đỡ đầu bởi bà Claire Dowden Lowrance, phu nhân Hạm trưởng tương lai. Nó được cho nhập biên chế cùng Hải quân Hoa Kỳ vào ngày 3 tháng 6, 1944 dưới quyền chỉ huy của Hạm trưởng, Trung tá Hải quân Vernon Long Lowrance.

## Lịch sử hoạt động

### 1944
Sau khi hoàn tất việc chạy thử máy huấn luyện ngoài khơi vùng biển New England, Sea Dog khởi hành từ Căn cứ Tàu ngầm Hải quân New London để đi sang khu vực Thái Bình Dương ngang qua kênh đào Panama, và đi đến Trân Châu Cảng vào ngày 22 tháng 8. Gia nhập Hải đội Tàu ngầm 28, nó tiếp tục được huấn luyện và chuẩn bị tại vùng biển Hawaii.

#### Chuyến tuần tra thứ nhất
Lên đường vào ngày 13 tháng 9 cho chuyến tuần tra đầu tiên trong chiến tranh, Sea Dog được tiếp thêm nhiên liệu tại căn cứ Midway vào ngày 17 tháng 9, và đi đến khu vực tuần tra tại quần đảo Ryūkyū vào ngày 28 tháng 9. Nó tuần tra khắp khu vực chung quanh Okinawa trong hơn mười ngày nhưng không bắt gặp mục tiêu nào đáng kể, chỉ bắn cháy một tàu đánh cá bằng hải pháo vào ngày 10 tháng 10. Nó hướng sang quần đảo Amami vào ngày hôm sau, rồi một tuần sau đó lại hướng lên phía Bắc đến quần đảo Tokara. Vào ngày 22 tháng 10, tại vị trí giữa các đảo Suwanosejima và Nakanoshima, nó phát hiện một đoàn tàu vận tải đang di chuyển zig-zag.
Cơ động lên phía trước hàng tàu buôn đối phương bên mạn trái, đến 07 giờ 26 phút, Sea Dog phóng một loạt ngư lôi nhắm vào hai mục tiêu chồng lấp nhau, ghi nhận được ba quả trúng đích. Chiếc pháo hạm cũ Tomitsu Maru (2.933 tấn) cùng chiếc tàu tiếp than Muroto (4.500 tấn) cùng bị đánh chìm lúc 07 giờ 48 phút trong biển Hoa Đông về phía Nam đảo Suwanosejima, tại tọa độ 29°18′B 129°44′Đ / 29,3°B 129,733°Đ. Tàu hộ tống và máy bay tuần tra đối phương phản công quyết liệt, với 109 quả mìn sâu được thả xuống chỉ trong vòng hai giờ, nhưng chiếc tàu ngầm thoát được mà không bị hư hại.
Sea Dog tiếp tục tuần tra tại quần đảo Tokara thêm hai ngày trước khi quay trở lại khu vực quần đảo Amami. Vào ngày 28 tháng 10, nó phát hiện và tấn công một đội hình gồm hai thiết giáp hạm và một tàu khu trục nhưng bất thành, rồi sang ngày hôm sau rời khu vực tuần tra. Nó càn quét trên tuyến đường hàng hải gần quần đảo Bonin trong ngày 30 tháng 10 trước khi về đến Midway vào ngày 5 tháng 11.

#### Chuyến tuần tra thứ hai
Sau khi được bảo trì và tái trang bị cặp bên mạn tàu tiếp liệu tàu ngầm Proteus (AS-19), Sea Dog lại lên đường vào ngày 29 tháng 11 cho chuyến tuần tra thứ hai. Hai ngày sau đó, nó cùng các tàu ngầm Guardfish (SS-217) và Sea Robin (SS-407) hình thành nên một đội tấn công phối hợp ("Bầy sói") dưới quyền chỉ huy của Hạm trưởng Sea Dog. Lực lượg tiếp thêm nhiên liệu tại căn cứ Saipan vào ngày 8 tháng 12 trước khi tiếp tục hướng sang phía Tây, đi đến eo biển Balintang vào ngày 14 tháng 12 để tuần tra tại biển Đông trong khu tứ giác Luzon, Hải Nam, Hong Kong và Đài Loan.
Trong đêm 5 tháng 1, 1945, Sea Dog cùng Sea Robin bắt gặp một đoàn tàu vận tải nhỏ, rồi đến 01 giờ 00 ngày 6 tháng 1 đã cùng phối hợp tấn công. Sea Robin bắn trúng hai quả ngư lôi vào chiếc tàu buôn dẫn đầu; Sea Dog tấn công một tàu hộ tống ở cuối đoàn tàu, nhưng mục tiêu cơ động né tránh và phản công bằng hải pháo, bốn quả ngư lôi trượt khỏi mục tiêu. Chiếc tàu ngầm càn quét eo biển Luzon trong ngày 18 tháng 1 nhưng không tìm thấy mục tiêu; nó rời khu vực và về đến Guam vào ngày 25 tháng 1. Nó tiếp tục đi đến Trân Châu Cảng vào ngày 5 tháng 2 để đại tu động cơ, bổ sung một pháo phòng không Bofors 40 mm cùng một dàn radar ST.

### 1945

#### Chuyến tuần tra thứ ba
Trong chuyến tuần tra thứ ba từ ngày 11 tháng 3 đến ngày 23 tháng 4 tại vùng biển ngoài khơi chính quốc Nhật Bản, Sea Dog dành gần trọn một tháng đầu tiên cho nhiệm vụ tìm kiếm và giải cứu hỗ trợ các phi vụ không kích từ tàu sân bay, hoạt động tại các khu vực quần đảo Nanpō, dọc bờ biển Kyūshū, quần đảo Osumi và vịnh Sagami. Lúc 19 giờ 03 phút ngày 29 tháng 3, nó phát hiện một tàu ngầm lớp I-400 vừa trồi lên mặt nước; nó phóng ngư lôi tấn công nhưng đã không theo kịp tốc độ đối phương. Năm ngày, nó lại bắt gặp một tàu rải mìn nhỏ nhưng các quả ngư lôi phóng ra đều bị trượt. Đến ngày 16 tháng 4, nó phát hiện và phóng ngư lôi đánh chìm tàu chở hàng Toko Maru (6.850 tấn) ở vị trí giữa Hachijo Jima và Mikura-jima tại tọa độ 33°24′B 139°31′Đ / 33,4°B 139,517°Đ. Thời tiết bão tố không thuận lợi cho cả hoạt động tìm kiếm hay càn quét tàu bè, nên chiếc tàu ngầm kết thúc chuyến tuần tra tại Guam.

#### Chuyến tuần tra thứ tư
Với các tàu ngầm cùng thuộc "Bầy sói" Spadefish (SS-411) và Crevalle (SS-291), Sea Dog khởi hành từ Guam vào ngày 27 tháng 5 cho chuyến tuần tra thứ tư; nó cũng kiêm nhiệm vai trò soái hạm cho Đội đặc nhiệm 17.21, bao gồm chín tàu ngầm hoạt động trong biển Nhật Bản. Nó hoạt động tại lối tiếp cận phía Tây các cảng Honshū và phía Đông đảo Sado. Vào ngày 9 tháng 6, lúc 20 giờ 00, nó phóng ngư lôi đánh chìm tàu chở hàng Sagawa Maru (1.196 tấn) tại tọa độ 38°13′B 138°43′Đ / 38,217°B 138,717°Đ. Đến 20 giờ 44 phút, nó lần lượt phóng hai đợt với năm quả ngư lôi, tiếp tục đánh chìm tàu buôn Shoyo Maru (2.211 tấn) tại tọa độ 38°11′B 138°45′Đ / 38,183°B 138,75°Đ. Sau đó nó rời khu vực Niigata hướng lên phía Bắc để tuần tra ngoài khơi Sakata và Akita trước khi quay trở lại khu vực Oga vào ngày 11 tháng 6. Phát hiện một một tàu chở hàng ven biển lúc 13 giờ 00, nó tiếp cận và phóng ngư lôi tấn công lúc 15 giờ 55 phút, đánh chìm được tàu chở hàng Kofuku Maru (753 tấn) tại tọa độ 40°28′B 139°47′Đ / 40,467°B 139,783°Đ.
Tiếp tục tuần tra về phía Nam, vào lúc 06 giờ 35 phút ngày 12 tháng 6, Sea Dog phát hiện một đoàn tàu vận tải nhỏ đang di chuyển cặp sát bờ. Nó phóng ngư lôi tấn công con tàu ở cách xa bờ nhất, đánh chìm tàu chở hàng Shinsen Maru (880 tấn) trong vòng hai phút tại tọa độ 40°09′B 139°43′Đ / 40,15°B 139,717°Đ. Đến 05 giờ 10 phút ngày 15 tháng 6, nó phát hiện một mục tiêu đang băng qua bán đảo Oga, nên đến 05 giờ 22 phút, nó phóng một quả ngư lôi tấn công trúng đích phía giữa tàu. Tàu chở hành khách-hàng hóa Koan Maru (884 tấn) bị đắm chỉ trong vòng bốn phút tại tọa độ 39°53′B 139°40′Đ / 39,883°B 139,667°Đ. Vào ngày 17 tháng 6, chiếc tàu ngầm hoán đổi vị trí cùng Spadefish và Crevalle, rồi hướng lên phía Bắc để tuần tra dọc bờ biển đảo Hokkaidō. Hai ngày sau đó, nó phát hiện ba tàu buôn đang di chuyển dọc bờ biển lên hướng Bắc. Nó phóng ngư lôi tấn công hai tàu buôn đi trước, đánh chìm được tàu chở hàng Kokai Maru (1.272 tấn) tại tọa độ 43°13′B 140°19′Đ / 43,217°B 140,317°Đ; nhưng một máy bay tuần tra đối phương xuất hiện khiến nó không thể tiếp tục tấn công những mục tiêu còn lại. Khi lặn xuống ẩn nấp, chiếc tàu ngầm bị mắc cạn tại độ sâu 116 ft (35 m), khiến nó phải lui ra hướng biển ở vùng nước sâu; máy bay đối phương đã không tìm thấy nó. Sea Dog tiếp tục ở lại khu vực tuần tra thêm nhiều ngày trước khi về đến Midway vào ngày 30 tháng 6, và đến Trân Châu Cảng vào ngày 5 tháng 7.

#### Chuyến tuần tra thứ năm
Chỉ hai ngày sau khi xuất phát từ Trân Châu Cảng vào ngày 13 tháng 8, cho chuyến tuần tra cuối cùng, Sea Dog được tin Nhật Bản chấp nhận đầu hàng, giúp chấm dứt vĩnh viễn cuộc xung đột. Nó được lệnh quay trở về cảng và thực hành huấn luyện tại vùng biển Hawaii. Đến ngày 6 tháng 9, nó cùng các tàu ngầm Redfish (SS-395), Scabbardfish (SS-397) và Sea Fox (SS-402) hướng sang khu vực Tây Thái Bình Dương, đi đến vịnh Subic, Philippines vào ngày 26 tháng 9, và gia nhập Hải đội Tàu ngầm 5 được tái lập sau chiến tranh.

### 1946 - 1968
Sau khi hoạt động từ căn cứ Subic, Sea Dog lên đường vào ngày 12 tháng 1, 1946 để quay trở về Hoa Kỳ, đi đến San Francisco, California vào ngày 2 tháng 2. Nó được đại tu tại Xưởng hải quân Mare Island, rồi sang tháng 6 đã lên đường đi Trân Châu Cảng chuẩn bị cho lượt hoạt động tiếp theo tại Viễn Đông. Con tàu tiến hành chuyến tuần tra chiến tranh mô phỏng trong chuyến đi sang Philippines vào tháng 7, rồi trong tháng 8 và đầu tháng 9 đã phục vụ huấn luyện chống tàu ngầm cho các đơn vị thuộc Đệ Thất hạm đội tại Thanh Đảo, Trung Quốc trước khi quay trở về Trân Châu Cảng.
Trong năm 1947, Sea Dog tiếp tục hoạt động tại vùng biển Đông Thái Bình Dương, thực hành huấn luyện tại khu vực Hawaii, dọc bờ biển Washington, British Columbia và California. Nó lại được phái sang khu vực Tây Thái Bình Dương vào giữa tháng 1, 1948, viếng thăm Australia trước khi gia nhập Đội đặc nhiệm 71.2, đơn vị huấn luyện chống ngầm của Đệ Thất hạm đội tại Thanh Đảo. Vào ngày 2 tháng 3, nó bị hư hại nhẹ sau tai nạn va chạm với tàu khu trục Furse (DD-882); và sau khi được sửa chữa, nó lên đường quay trở về Hawaii. Nó lên đường hai tháng sau đó hướng đến vùng biển Bering, nơi nó thu thập thông tin thủy văn và đại dương, và khi quay trở về Trân Châu Cảng, nó tiếp nối các hoạt động thường lệ cũng như tham gia huấn luyện cùng Không đoàn Hạm đội 4 dọc bờ biển Washington. Sau một lượt hoạt động khác tại khu vực Tây Thái Bình Dương từ tháng 1 đến tháng 6, 1950, chiếc tàu ngầm được điều động sang phục vụ cùng Hạm đội Đại Tây Dương.
Rời Trân Châu Cảng và đi đến Norfolk, Virginia vào đầu tháng 7, Sea Dog tham gia huấn luyện và tập trận vốn trở nên cần thiết sau khi Chiến tranh Triều Tiên nổ ra. Nó được điều về Hải đội Tàu ngầm 12 đặt căn cứ tại Key West, Florida vào tháng 7, 1952 để tiếp tục hoạt động huấn luyện. Vào ngày 7 tháng 11, đang khi thực hành huấn luyện ngoài khơi Jacksonville, Florida, nó nhận được tín hiệu cầu cứu từ chiếc khinh khí cầu K-119 của Hải quân, và đã di chuyển hết tốc độ đến vị trí chiếc khinh khí cầu gặp nạn, cứu vớt được ba thành viên đội bay và chuyển họ sang tàu cứu hộ và trục vớt Escape (ARS-6).
Vào mùa Thu năm 1955, Sea Dog được điều đến Căn cứ Tàu ngầm Hải quân New London để chuẩn bị ngừng hoạt động. Nó đi đến Xưởng hải quân Portsmouth vào đầu tháng 12 để đại tu, rồi quay trở lại New London vào tháng 5, 1956, nơi nó được cho xuất biên chế vào ngày 27 tháng 6, 1956, và đưa về Hạm đội Dự bị Đại Tây Dương tại New London. Con tàu được huy động trở lại vào tháng 2, 1960 để phục vụ huấn luyện cho nhận sự Hải quân Dự bị Hoa Kỳ tại Quân khu Hải quân 1. Nó được xếp lại lớp như một "tàu ngầm phụ trợ" và mang ký hiệu lườn mới AGSS-401 vào năm 1962, nhưng vẫn tiếp tục vai trò huấn luyện dự bị cho đến khi được rút tên khỏi danh sách Đăng bạ Hải quân vào ngày 2 tháng 12, 1968.
Sea Dog tạm thời neo đậu tại Salem, Massachusetts như một tàu bảo tàng. Kế hoạch bán con tàu cho hãng Southern Scrap Material Co. tại New Orleans, Louisiana vào ngày 2 tháng 1, 1971 bị hủy bỏ; thay vào đó nó bị đánh chìm như một mục tiêu vào ngày 18 tháng 5, 1973.

## Phần thưởng
Sea Dog được tặng thưởng hai Ngôi sao Chiến trận do thành tích phục vụ trong Thế Chiến II. Nó được ghi công đã đánh chìm chín tàu Nhật Bản với tổng tải trọng 21.469 tấn.
|  |                           |  |
|  | Bronze star · Bronze star |  |

| Dãi băng Hoạt động Tác chiến  |                                                                         |                                      |
| Huân chương Chiến dịch Hoa Kỳ | Huân chương Chiến dịch Châu Á-Thái Bình Dương với 2 Ngôi sao Chiến trận | Huân chương Chiến thắng Thế Chiến II |